# ویلیام سفتون برانکر
ویلیام سفتون برانکر (انگلیسی: Sefton Brancker; ۲۲ مارس ۱۸۷۷ – ۵ اکتبر ۱۹۳۰) فرد نظامی اهل بریتانیا بود. وی همچنین برندهٔ جوایزی همچون صلیب نیروی هوایی شده‌است.